# Пиорешти (Долж)
Пиорешти (рум. Piorești) насеље је у Румунији у округу Долж у општини Гојешти. Oпштина се налази на надморској висини од 148 m.

## Становништво
Према подацима из 2002. године у насељу је живело 218 становника, од којих су сви румунске националности.